# Università a distanza di Madrid
L’Università a distanza di Madrid è una università telematica spagnola con sede a Collado Villalba.

## Storia
Fondata nel 2006, è la terza università telematica spagnola. Riconosciuta ufficialmente dalla legge 1 del 14 giugno del 2006.

## Facoltà
- Facoltà di Scienze Sociali e Umanistiche
- Facoltà di Economia e Studi Aziendali
- Facoltà di Scienze della Salute e dell'Educazione
- Facoltà di Scienze Giuridiche
- Facoltà di Scienze Tecniche e Ingegneria